# 6019 Телфорд
6019 Телфорд (інші назви: (6019) 1991 RO6, 1991 RO6, 1971 SS2, 1982 YT4, 1986 TS8, 1989 ED9, 1992 WH9, 1994 CR1) — астероїд головного поясу. Відкритий 3 вересня 1991 року Робертом Макнотом. Названий на честь шотландського інженера-будівельника Томаса Телфорда.
Тіссеранів параметр щодо Юпітера — 3,232.